# Himmelsfeuer
Himmelsfeuer (Originaltitel Sacred Ground) aus dem Jahr 2001 ist ein Roman der US-amerikanischen Schriftstellerin Barbara Wood. Erzählt wird über einen Zeitraum von zweitausend Jahren hinweg die Geschichte der Frauen aus der Familie Navarro, die zu den Gründern von Los Angeles gehörte.

## Inhalt
- La Primera Madre – die Höhle der Ersten Mutter ist eine Fluchtburg, in die sich oben genannten Frauen entweder vor ihren Peinigern, den Männern, vor spanischem Fron oder aber auch im hohen Alter bei nahendem Tod zurückziehen.
- Marimi lebte vor zweitausend Jahren und ist jene Erste Mutter. Marimi wird als Schwangere aus ihrem Stamm verstoßen, weil sie sich über ein Tabu hinwegsetzt und dem Indianerjungen Payat das Leben rettet. Marimi zieht mit Payat nach Kalifornien und gründet dort den Stamm der Topaa. Marimi heißen fast alle seherischen Frauen aus Marimis Nachkommenschaft über die Jahrhunderte hinweg. Teresa, Angela und Marina tragen tief in ihrem Innern jenen besonderen indianischen Namen.
- Der Roman lässt sich lesen als die Geschichte der Ranchera Angela Navarro (* 1776, † 1866).
  - 1775. Marimi, Topaa-Medizinfrau, hat sich von dem Franziskaner Felipe bekehren lassen. Dafür muss sie tags im Nonnenkloster arbeiten und wird nachts eingesperrt. Die Christen haben sie in Teresa umgetauft. Felipe hadert mit seinem Gott. Marimi-Teresa liebt Felipe und führt ihn in jene Höhle. Darin zeugen sie Angela.
  - 1781. Während die Padres feiern, flieht Teresa mit Tochter Angela aus dem Kloster in die Höhle. Teresa erkrankt. Als Angela Hilfe holen will, begegnet sie ihrem Vater. Hauptmann Lorenzo erschießt den Franziskaner und übergibt die Fünfjährige seiner Gattin Doña Luisa. Diese hat auf dem Marsch ins künftige Dorf L. A. ihr Kind beerdigen müssen und ist über dieses Geschenk des Himmels wie erlöst.
  - 1792. Die Peninsulara (in Spanien geborene Weiße) Doña Luisa hält es in der Wüstenei L. A. nicht aus. Sie will mit der sechzehnjährigen Pflegetochter Angela ohne Lorenzo zurück ins heimatliche Madrid. Der edle Spanier Navarro macht der Doña einen Strich durch die Rechnung. Er ehelicht Angela, und Luisa muss in Alta California bleiben. Navarro demütigt Angela in der Hochzeitsnacht. Während der Defloration benutzt er das lange Haar der Braut als Zügel. Angela wartet, bis Navarro, den sie innerhalb des ehelichen Schlafzimmers mit mein Gebieter anreden muss, eingeschlafen ist, reitet zur Höhle, schneidet sich ihr Haar ab und legt es dort nieder. Für diesen Akt des Widerstands wird sie von ihrem Ehegemahl geschlagen. Während der folgenden Ehejahre wird Angela bei Tisch vor den Kindern von Navarro für ein falsches Wort auf der Stelle gezüchtigt.
  - 1830. Navarro nötigt seine Tochter Marina zur Vernunftheirat. Mutter Angela sticht ihren Peiniger mit der Schneiderschere in den Rücken und so kann Marina in die Höhle fliehen. Dort wartet sie auf ihren Geliebten, einen Yankee, dem sie in die Ferne folgt. Navarro überlebt Angelas Attacke und verheimlicht vor den Nachbarn die Schmach. Angela dreht den Spieß um. Fortan herrscht sie über Navarros Rancho Paloma. Navarro gibt klein bei. Angela macht ihm klar, falls er aufbegehrt, wird er durch ihre Hand sterben.
  - 1866. Angela stirbt in der Höhle. Dreißig Enkel trauern. Angela hat Navarro, mit dem sie immerhin neun Kinder hatte, sechzehn Jahre überlebt.

## Stil und Themen
Neben  Angela sind im Roman noch die Frauen Angelique und Erica  erzählerisch herausgestellt.
- Angelique (* 1824) ist eine Enkelin Angelas. Als junge Witwe sucht sie ihren Vater. Der Goldsucher Seth Hopkins löst sie beim Menschenhandel ein, sodass sie nicht in San Francisco im Bordell landet. Seth stellt die feine Dame als Haushälterin in seiner verräucherten Blockhütte ein. Die beiden heiraten, bekommen Kinder, werden durch Goldfunde reich und lassen sich nahe bei L. A. als Farmer nieder.
- Erica ist die Heldin der Rahmenerzählung, welche im Heute spielt. Die Archäologin Dr. Erica Tyler erforscht Wandmalereien in o. g. Höhle und verliebt sich dabei in ihren Widerpart Jared Black. Jared ist Leiter der Kommission zur Wahrung der Besitzansprüche der Indianer. Es stellt sich heraus, dass Erica – die ehemals beinahe verurteilte Autodiebin, das ehemalige Mündel unter Amtsvormundschaft, die ehemalige Insassin eines Erziehungslagers der kalifornischen Erziehungsbehörde – reich und Nachfahrin der Marimis ist.

Die wiederkehrenden  Kopfschmerzen sämtlicher Heldinnen des Romans entstehen stets kurz vor deren prophetischem Blick, mit dem sie Überschwemmungen, Epidemien etc. voraussehen. Der Titel der deutschen Ausgabe Himmelsfeuer, der im  Romantext kein einziges Mal vorkommt, bezieht sich möglicherweise auf die neuropathischen Blitze in den Köpfen der seherischen Medizinfrauen.

## Ausgaben
- Barbara Wood: Himmelsfeuer. Roman. Krügerverlag, Frankfurt am Main 2001. Übersetzung von Veronika von Cordes und Susanne Dickerhof-Kranz, ISBN 3-8105-2351-8
- Barbara Wood: Himmelsfeuer. Roman. Fischer Taschenbücher 16571 (2. Aufl., August 2005). 496 Seiten, ISBN 978-3-596-16571-1
- Barbara Wood: Himmelsfeuer. Roman. Aus dem Englischen  von Veronika v. Cordes und Susanne Dickerhof-Kranz. Ueberreuter Großdruck (Januar 2007). 704 Seiten, ISBN 978-3-8000-9243-7